# Exyrias akihito
Exyrias akihito is een straalvinnige vissensoort uit de familie van grondels (Gobiidae). De wetenschappelijke naam van de soort is voor het eerst geldig gepubliceerd in 2005 door Allen & Randall.
De vissoort is genoemd naar keizer Akihito van Japan, die zelf ook Ichtyoloog is.